# Piotrówek (Jordanów Śląski)

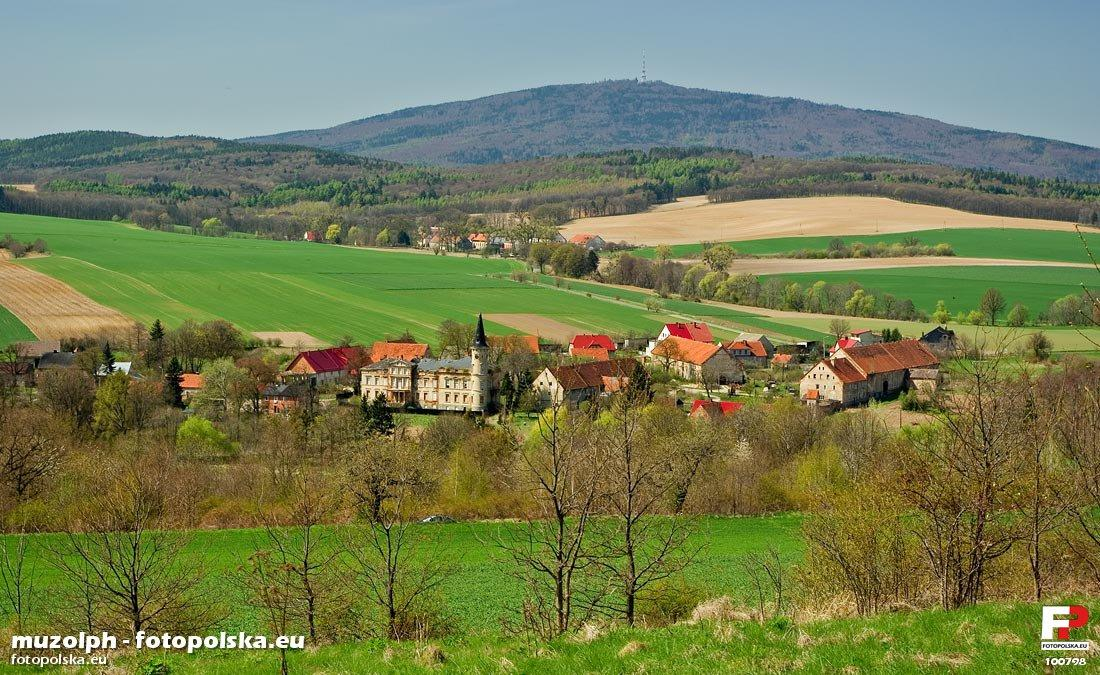
Piotrówek

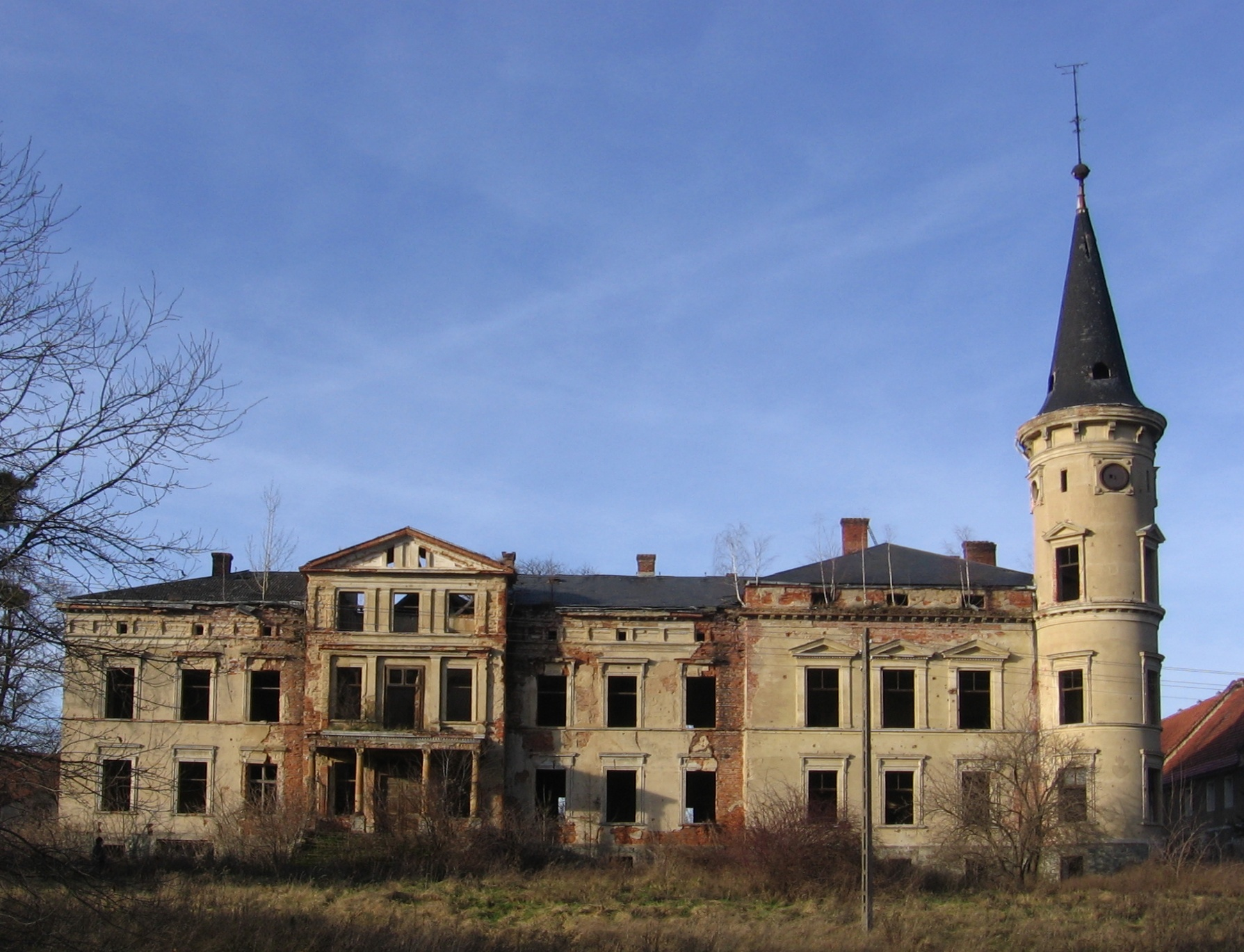
Schloss Petersdorf

Piotrówek (deutsch Petersdorf) ist ein Ort in der Landgemeinde Jordanów Śląski (Jordansmühl) im Powiat Wrocławski der Woiwodschaft Niederschlesien in Polen.

## Lage
Piotrówek liegt etwa fünf Kilometer südwestlich von Jordanów Śląski (Jordansmühl) und 36 Kilometer südwestlich von Breslau.
Nachbarorte sind Tomice (Thomnitz) im Norden, Janówek (Ober Johnsdorf) im Nordosten, Sokolniki (Wättrisch) im Südosten und Oleszna (Langenöls) im Südwesten.

## Geschichte
Die Umgebung von Petersdorf gilt als uralte Siedlungsstätte die schon in der Jungsteinzeit besiedelt war. Das Gräberfeld von Jordansmühl führte zur Bezeichnung Jordansmühler Kultur. Vor dem 20. Jahrhundert wurden in Petersdorf heidnische Urnengräber ausgegraben, in denen sich Würfel, Nadeln und andere Kleinigkeiten befanden. Petersdorf war vor der Verwüstung im Dreißigjährigen Krieg bedeutend größer und besaß eine eigene Kapelle die zerstört wurde.
Nach dem Ersten Schlesischen Krieg fiel Petersdorf mit fast ganz Schlesien an Preußen. Die alten Verwaltungsstrukturen wurden aufgelöst und Petersdorf in den Kreis Nimptsch eingegliedert, mit dem es bis zu seiner Auflösung 1932 verbunden blieb. Im Siebenjährigen Krieg überfiel hier die Preußische Armee die Trenk´schen Streifcorps der Kaiserlichen Armee. 1726 starb in Petersdorf Leopold von Schickfus und Neudorff. 1783 umfasste Petersdorf ein Vorwerk, eine Mühle, 20 Gärtner und Häusler und 155 Einwohner. Grundherren waren die Herren von Poser. 1813 führte durch Petersdorf eine russische Etappenstraße in das Schlesische Gebirge. In der ersten Hälfte des 19. Jahrhunderts gehörte das Gut Petersdorf einem Hauptmann Carl Friedrich von Hirsch, der mit einer von Aulock aus dem Hause Pangel vermählt war. 1845 bestanden in Petersdorf 36 Häuser, ein herrschaftliches Schloss und Vorwerk, 222 Einwohner (davon 32 katholisch und der Rest evangelisch), evangelische Kirche zu Langenöls, katholische Kirche zu Schlaupitz, eine Wassermühle, zwei Sägemühlen, eine Rossmühle, eine Brauerei, eine Brennerei und drei Handwerker. Bis Mitte des 19. Jahrhunderts gehörte Petersdorf den Freiherren von Zedlitz, die 1866 in Petersdorf ein neues Schloss errichteten. In den Jahren 1892 bis 1945 gehörte es einem Zweig der Adelsfamilie von Richthofen. Nach der Auflösung des Kreises Nimptsch 1932 wurde Petersdorf dem Landkreis Reichenbach zugeteilt.
Als Folge des Zweiten Weltkriegs fiel Petersdorf mit dem größten Teil Schlesiens an Polen. Nachfolgend wurde es in Piotrówek umbenannt. Die deutschen Einwohner wurden, soweit sie nicht schon vorher geflohen waren, vertrieben. Die neu angesiedelten Bewohner waren teilweise Zwangsumgesiedelte aus Ostpolen, das an die Sowjetunion gefallen war.

## Sehenswürdigkeiten
- Das Schloss Petersdorf wurde 1866 von Baron von Zedlitz im Stil des Klassizismus an Stelle eines Vorgängerbaus errichtet. In den 1890er Jahren wurde es von der Familie von Richthofen um einen quadratischen Nordflügel mit einem runden Turm erweitert. Nach der Übergang an Polen 1945 wurde es verstaatlicht. Seit 1990 ist es privater Hand, heute dringend sanierungsbedürftig.
- Grabkapelle der Familie von Richthofen aus dem Jahre 1903
- Verwilderter Landschaftspark aus dem Ende des 19. Jahrhunderts
- Reste von Wohn- und Wirtschaftsgebäuden aus dem Ende des 19. Jahrhunderts

## Persönlichkeiten
- Conrad Adam von Schickfuß und Neudorff (1708–1760), preußischer Landrat
- Gotthard Nickisch von Rosenegk (1853–1931), preußischer Generalleutnant und Mitglied des Preußischen Abgeordnetenhauses